# WWK Arena
WWK ARENA är en fotbollsarena i Augsburg. Arenan hette tidigare impuls arena, men efter att SGL Carbon köpte upp namnrättigheterna i maj 2011 ändrades namnet till SGL arena. I juli 2015 köpte försäkringsbolaget WWK rättigheterna till namnet och ändrade det till WWK ARENA. Under planeringsfasen hette arenan Augsburg Arena.  

## Kapacitet

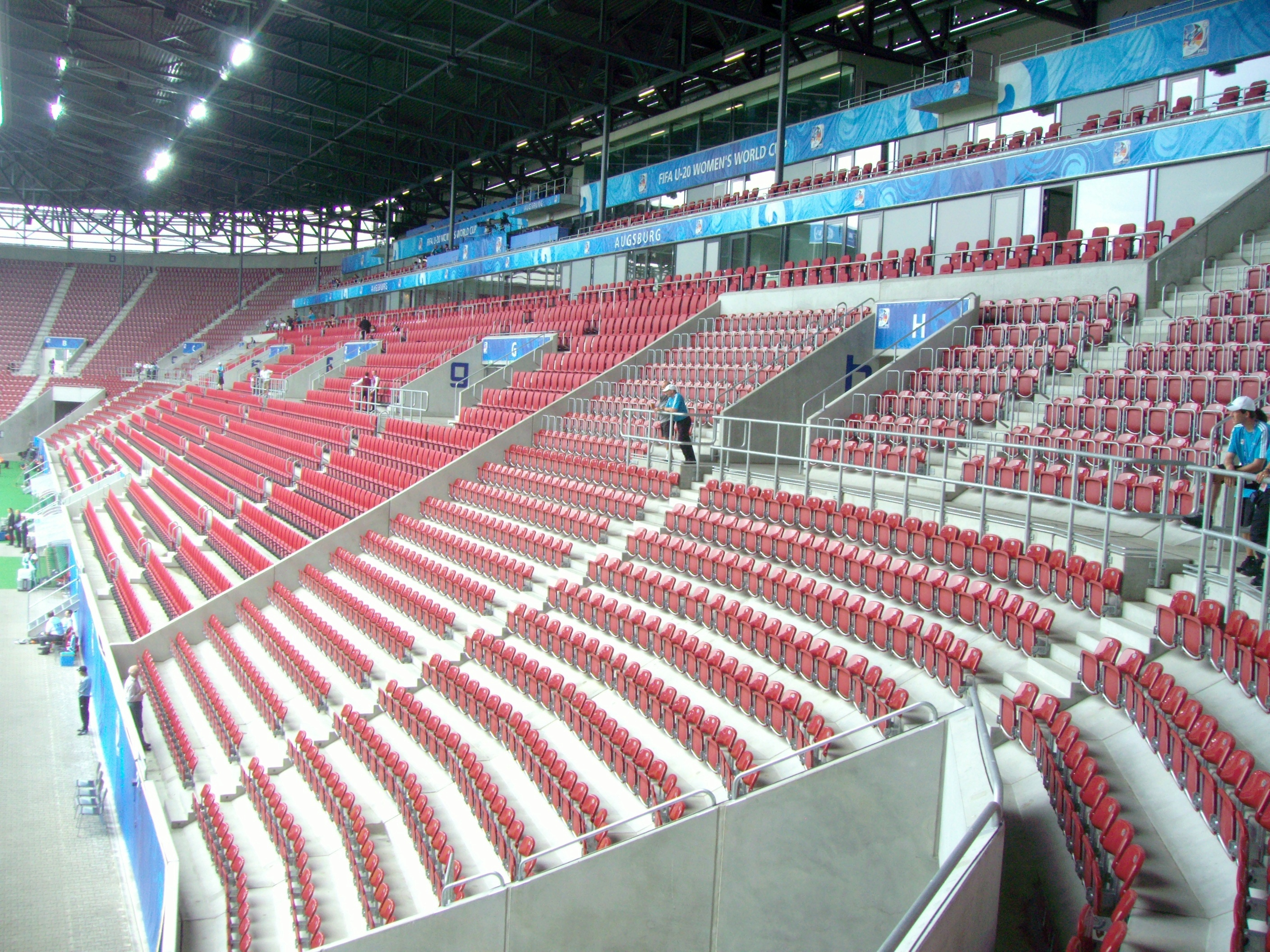
Huvudläktaren på impuls arena.

WWK ARENA har: 
- 19 060 sittplatser
- 11 034 ståplatser
- 520 loger
- 46 platser för rullstolsbundna